# きのしたゆうこ
きのした ゆうこ（6月6日 - ）は、日本のマルチタレント。81プロデュース所属。大阪府出身。甲南大学法学部卒業。

## 人物
声優、女優、ナレーター、ニュースキャスター、ラジオパーソナリティ、DJ、司会者、方言指導、コラムニスト、エッセイスト、スポーツライターなど多方面で活動する。
大学時代に日本テレビ系列（全国ネット）の深夜番組『11PM』のレギュラー出演者になったことが、芸能界で仕事を始める切っ掛けとなる。

## 出演

### テレビアニメ
2005年
- ガラスの仮面（ビエナ）
- Canvas2 〜虹色のスケッチ〜（母親B）
- ゾイドジェネシス（女性A）
- SoltyRei（おばさん）
- ToHeart2（しずさん）
- ブラック・ジャック（源吉の妻）
- BLOOD+（ママ）
- 名探偵コナン（設楽詠美、防犯システムの声）

2006年
- 学園ヘヴン BOY'S LOVE HYPER! （食堂のおばちゃん2、使用人）
- きらりん☆レボリューション（おばさん）
- 結界師（2006年 - 2007年、主婦、勉の母）
- NIGHT HEAD GENESIS（疋田）

2007年
- ぷるるんっ!しずくちゃん（クマコさん）

### OVA
- 名探偵コナン 消えたダイヤを追え! コナン・平次vsキッド! （2006年、精肉店の女）

### 吹き替え

#### 洋画
- アタックナンバーハーフ2 全員集合!（母親）
- アドルフの画集（シュミット）
- アリス
- インモラル・オフィス
- 裏町の聖者
- オリバー・ツイスト
- 解放区
- Kissingジェシカ
- ギャラクシー・エンジェル
- 9.11 自由への扉
- 吸血家族
- キルスティン・ダンストの大統領に気をつけろ!（ジャネット、秘書、テレビの少年、女子生徒、スケーター、リポーター）
- ギルダ
- クイーン・オブ・ソード レディ・ウォリアーズ
- ケリー・ザ・ギャング（メード）
- 氷の海に眠りたい
- GOAL!（クリスティーナ）
- 最'狂'絶叫計画 特別編
- 最後のボウリング・バトル
- ザ・ヒル（マニング）
- ザ・ホスピタル
- シークレット・パーティー
- ジェフリー・ダーマー
- ションヤンの酒家
- 親切なクムジャさん（ソヨン）
- スナイパー 連続狙撃犯
- ターミネーターV（ニッキー）
- チャールズ・マンソン
- D.N.A.リローデッド ドクター・モローの館
- トロン
- ナティ物語
- ニューヨーク・ミニット
- 背徳のエチュード
- バトル・オン・フロントライン USマリーン要塞奪還指令
- ビッグ・フィッシュ（銀行員）
- フィアー・ドット・コム（ケイト）
- ファイティング×ガール
- ふたりの5つの分かれ路
- プライベート・ドール
- フロム・デプス
- ホーンテッドタウン
- マトリックス リローデッド（キャス、ワーツ）※フジテレビ版
- マトリックス レボリューションズ（パーセフォニー）※フジテレビ版
- MISII （メン・イン・スパイダー2）
- メラニーは行く!（雑誌記者）
- ラスト・ウォリアーズ
- リリィ
- ロード・トゥ・ザ・ナイト
- ワイルド・レーサー2（チャトの母）

#### 海外ドラマ
- WITHOUT A TRACE/FBI 失踪者を追え!
- エーゲ海の恋 （ツェンの母、ホイエンの母）
- ザ・ホワイトハウス3、4 NHK総合/NHK-BS2
- ジェイミーのラブリー・ダイニング（ボイスオーバー）
- スタートレック:エンタープライズ（女性バルカン、女A、キャシー、少女、ジェーン、シモーヌ、老婆、メアリー、アリー、イライザ、少年）
- セックス・アンド・ザ・シティ（セレステ、コーエン）
- 大旗英雄伝 （易冰梅、林三妹）
- TAKEN（スーザン、母親、看護師、女性警察官、ボイス）
- 24 -TWENTY FOUR- 第6話（マリー、ジェシー、CTU捜査官、カレン）
  - 24 -TWENTY FOUR- シーズン3 第12話 フジテレビ
  - 24 -TWENTY FOUR- シーズン5（ウェンディ/マーラ）
- 4400 未知からの生還者2（ジーニー）
- プリズン・ブレイク（キャスター）
- 名探偵モンク
- レイブン 見えちゃってチョー大変!

#### 海外アニメ
- アメリカン・ドラゴン（スーザン・ロン）
- クワック・パック（ジュリー、女性観光客、マリー、少年、老婆）
- ザ・シンプソンズ（ケイト、少年A、クリス、母親、ジェシカ、乗客、老婆C、ジニー、少年B）
- スーパーマン（カレン）
- スペース・レンジャー バズ・ライトイヤー（42号）
- リセス 〜ぼくらの休み時間〜

#### ドキュメンタリー
- さすらいのドッグトレーナー（ロネット・トムリンソン）

### ナレーション
- NHKスペシャル 終戦記念日スペシャル「届かなかった手紙」 NHK総合放送（全国ネット）
- たったひとつの地球 NHK教育テレビ（全国ネット）
- 名作平積み大作戦 NHK教育テレビ（全国ネット）
- 田村能理子の宇宙 DVD （NHKエデュケーショナル制作）

#### ビデオ
- ヤマハ社員教育用ビデオ（進行役、ナレーション）

#### ラジオ
- 落語十八番（パーソナリティー） 毎日放送
- ラジオ・マガジン（パーソナリティー） KBS京都
- CanCan ポップス・フリーク（DJ） ラジオ関西
- 南港JAMJAMロック・フェスティバル（DJ） FM大阪

### CD-ROM
- Watch IT（ディレクション、ボイスオーバー）

### アトラクション
- ディズニー・ワールドのアトラクション
  - ミッション・スペース
  - ドロウン・トゥー・アニメーション

### 舞台
- ジョゼと虎と魚たち（一人語りの会）演出：矢島正明
- 雛の花（一人語りの会）演出：矢島正明
- 蛇を踏む（一人語りの会）演出：矢島正明
- 潮騒（一人語りの会）演出：矢島正明
- 世界の終りという名の雑貨店（少女の母親役）81プロデュース企画公演『The ROUDOKU』vol.2 演出：なかのとおる(中野 徹)

### テレビ番組
- 11PM （レギュラー出演） 日本テレビ系列（全国ネット）
- 鳥人間コンテスト 読売テレビ（全国ネット）桂三枝（現在は桂文枝）との司会進行
- ワイドYOU（ワイド ユー）（一部TBS系列局で放送された）毎日放送（MBS）
- 24時間テレビ 「愛は地球を救う」 （大阪スタジオ進行担当司会者） 読売テレビ（全国ネット）
- イブニングネットワーク NHK総合 （全国ネット）
- 特集 EXPO‘90 はずむ花の万博への期待 （司会） NHK総合（全国ネット中継）
- NHKモーニングワイド NHK総合（全国ネット中継）
- 堺から始まる国際交流〜日蘭修好389周年博 （司会） NHK大阪特別番組
- ザ・モーニング630 （ニュース・天気・スポーツ／キャスター） 関西テレビ
- 朝特急630 （ニュース・天気・スポーツ／キャスター） 関西テレビ
- ハロー朝特急 （ニュース・天気・スポーツ／キャスター） 関西テレビ
- ミッドナイト・シンドローム （司会） 関西テレビ
- きんきスペシャル/大阪発地球へのメッセージ～花の万博まで6ヶ月 （総合司会・ナレーション） NHK大阪特別番組
- 大集合!花の万博の主役たち （桂文珍と二人での総合司会） NHK総合特別番組（全国ネット）
- 西日本の旅 （リポーター・ナレーション） NHK神戸
- ちょっといい旅～森へ行こうよ （リポーター・ナレーション） NHK大阪
- 花・人・夢 EXPO‘90 （キャスター） NHKハイビジョン（全国ネット生中継）
- 日本列島 緑萌えて （司会） NHK総合 特別番組/全国中継
- FNN World Uplink おおさか （ニュース・天気・スポーツ／キャスター） 関西テレビ
- プロ野球ニュース （『春の高校バレー』のコーナー担当キャスター） フジテレビ （全国ネット）
- 春の高校バレー・ダイジェスト （キャスター） フジテレビ （全国ネット）
- 一綱入魂 （総合司会・リポーター・ナレーション） NHK-BS1 （全国ネット）
- 秋だ!川崎 博物館めぐり （司会） テレビ神奈川
- 綱引自慢 （総合司会・リポーター・ナレーション） NHK-BS1 列島スペシャル
- 映像メディアが地球をひらく～全国ハイビジョン大会 （司会） NHKハイビジョン放送
- 関東郵政サテライトニュース （司会）CS放送
- 4月・NHKの番組が変わります （司会・リポーター） NHK総合／NHK教育テレビ／NHK衛星放送／NHKハイビジョン （全て全国中継）
- BSヤングバトル （司会） NHK-BS2 （全国ネット）
- BSヤングバトル（中国ブロック大会） （司会） NHK-BS2
- BSヤングバトル（東北ブロック大会） （司会） NHK-BS2
- 開設47周年記念福井競輪／不死鳥杯争奪戦中継 （司会） 福井放送／CS放送：ケイリン・チャンネル
- 開場47周年記念名古屋競輪／名古屋杯争奪戦中継 （司会） 三重テレビ放送／CS放送：スポーツ・アイ
- 開場47周年記念競輪／金鯱賞争奪戦中継 （司会） 三重テレビ放送／CS放送：スポーツ・アイ
- 開設46周年記念 観音寺競輪中継 （司会） CS放送：スポーツ・アイ
- 川崎競輪開設48周年記念／桜花賞典競輪中継 （司会） CS放送 スポーツ・アイ
- 花月園競輪TVK杯内外タイムズ賞争奪戦中継（司会） テレビ神奈川
- 青森競輪開設47周年記念／みちのく記念競輪中継 （司会） 青森放送

### CM
- マクドナルド （ナレーション）
- 東京国際映画祭 （ナレーション）
- 名探偵コナン 水平線上の陰謀
- カツ・コンツアー・プロ（ボイスオーバー）